# Chambon-sur-Dolore
Pour les articles homonymes, voir Chambon et Dolore.
Chambon-sur-Dolore est une commune française située dans le département du Puy-de-Dôme, en région Auvergne-Rhône-Alpes.

## Géographie

### Localisation

#### Lieux-dits et écarts
Les Ayes, le bourg, Chambon l'Air, Chambon l'Air le Bas, la Croisette, Chavel, le Clos, Coissette, les Combes, Frideroche, le Grenouilhet, l'Hôpital, Malpertuis, Malvieille, le Mas Berneuf, la Monnerie, le Moulin de la Monnerie, le Moulin du Mas, le Moutet, la Plaine, Rousson, la Septarade, Tirevache, Vialette.
| Fournols              | Le Monestier            | Champétières        |
| Saint-Germain-l'Herm  | Chambon-sur-Dolore      | Marsac-en-livradois |
| Saint-Bonnet-le-Bourg | Saint-Bonnet-le-Chastel |                     |

### Climat
Pour des articles plus généraux, voir Climat d'Auvergne-Rhône-Alpes et Climat du Puy-de-Dôme.
En 2010, le climat de la commune est de type climat des marges montargnardes, selon une étude du Centre national de la recherche scientifique s'appuyant sur une série de données couvrant la période 1971-2000. En 2020, Météo-France publie une typologie des climats de la France métropolitaine dans laquelle la commune est exposée à un climat de montagne ou de marges de montagne et est dans la région climatique  Nord-est du Massif Central, caractérisée par une pluviométrie annuelle de 800 à 1 200 mm, bien répartie dans l’année. 
Pour la période 1971-2000, la température annuelle moyenne est de 7,6 °C, avec une amplitude thermique annuelle de 15,4 °C. Le cumul annuel moyen de précipitations est de 964 mm, avec 11,3 jours de précipitations en janvier et 8,3 jours en juillet. Pour la période 1991-2020, la température moyenne annuelle observée sur la station météorologique de Météo-France la plus proche, « Saint-Germain-L Herm », sur la commune de Saint-Germain-l'Herm à 7 km à vol d'oiseau, est de 8,0 °C et le cumul annuel moyen de précipitations est de 1 067,3 mm,. Pour l'avenir, les paramètres climatiques de la commune estimés pour 2050 selon différents scénarios d'émission de gaz à effet de serre sont consultables sur un site dédié publié par Météo-France en novembre 2022.

## Urbanisme

### Typologie
Au 1er janvier 2024, Chambon-sur-Dolore est catégorisée commune rurale à habitat très dispersé, selon la nouvelle grille communale de densité à sept niveaux définie par l'Insee en 2022.
Elle est située hors unité urbaine. Par ailleurs la commune fait partie de l'aire d'attraction d'Ambert, dont elle est une commune de la couronne,. Cette aire, qui regroupe 29 communes, est catégorisée dans les aires de moins de 50 000 habitants,.

### Occupation des sols
L'occupation des sols de la commune, telle qu'elle ressort de la base de données européenne d’occupation biophysique des sols Corine Land Cover (CLC), est marquée par l'importance des forêts et milieux semi-naturels (64,9 % en 2018), une proportion sensiblement équivalente à celle de 1990 (64,8 %). La répartition détaillée en 2018 est la suivante : 
forêts (63 %), prairies (29 %), zones agricoles hétérogènes (6 %), milieux à végétation arbustive et/ou herbacée (1,9 %). L'évolution de l’occupation des sols de la commune et de ses infrastructures peut être observée sur les différentes représentations cartographiques du territoire : la carte de Cassini (XVIIIe siècle), la carte d'état-major (1820-1866) et les cartes ou photos aériennes de l'IGN pour la période actuelle (1950 à aujourd'hui).

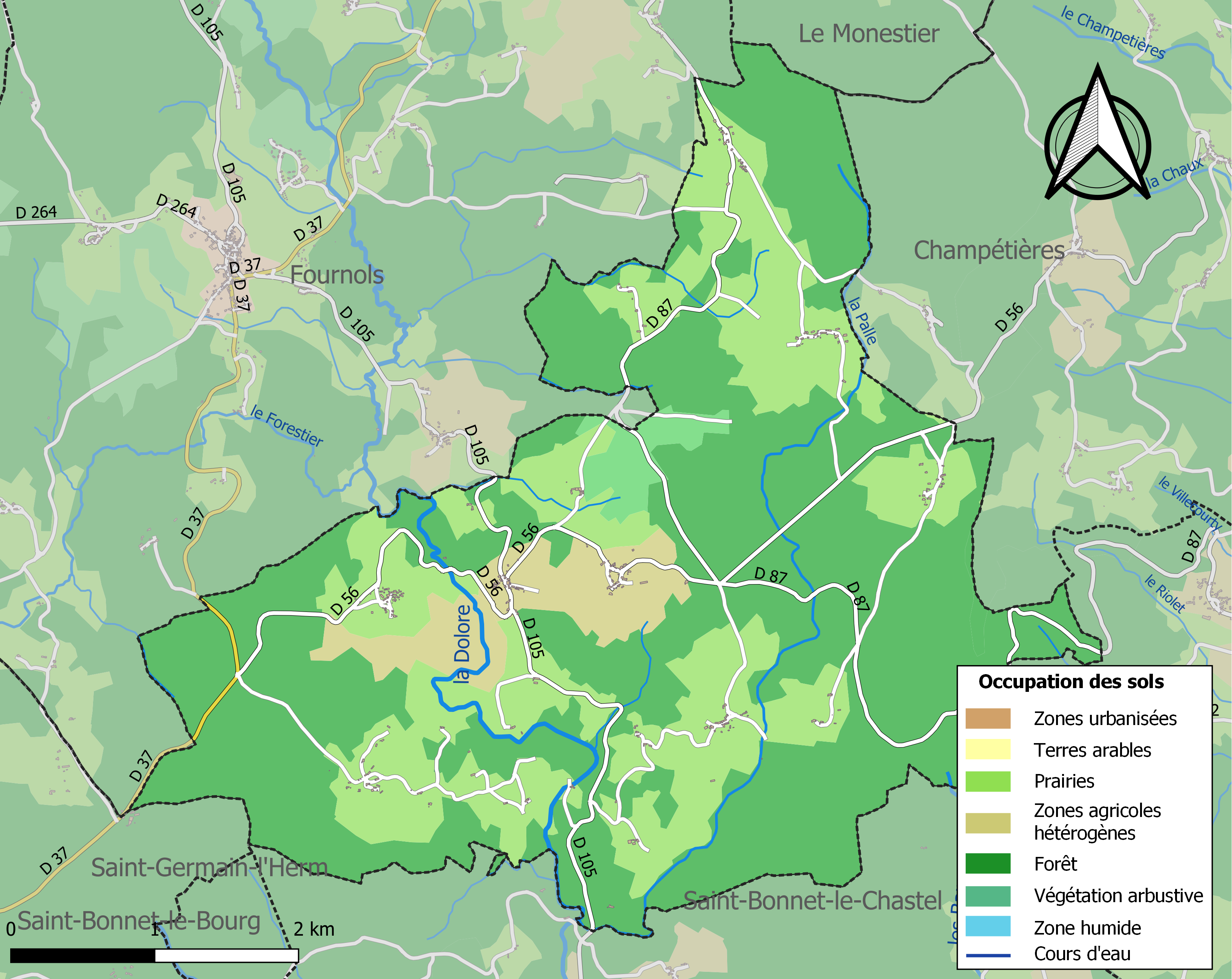
Carte des infrastructures et de l'occupation des sols de la commune en 2018 (CLC).

## Toponymie
Chambon signifie « arpent de bonne terre ».

## Politique et administration
| Période                                  | Période                   | Identité              | Étiquette | Qualité  |
| ---------------------------------------- | ------------------------- | --------------------- | --------- | -------- |
| Les données manquantes sont à compléter. |                           |                       |           |          |
| mars 2001                                | En cours (au 9 août 2020) | Jean-Pierre Genestier |           | Retraité |

## Population et société

### Démographie
L'évolution du nombre d'habitants est connue à travers les recensements de la population effectués dans la commune depuis 1793. Pour les communes de moins de 10 000 habitants, une enquête de recensement portant sur toute la population est réalisée tous les cinq ans, les populations de référence des années intermédiaires étant quant à elles estimées par interpolation ou extrapolation. Pour la commune, le premier recensement exhaustif entrant dans le cadre du nouveau dispositif a été réalisé en 2005.

En 2022, la commune comptait 143 habitants, en évolution de −12,27 % par rapport à 2016 (Puy-de-Dôme : +2,1 %, France hors Mayotte : +2,11 %).
| 1793  | 1800 | 1806  | 1821  | 1831  | 1836  | 1841  | 1846  | 1851  |
| ----- | ---- | ----- | ----- | ----- | ----- | ----- | ----- | ----- |
| 1 056 | 804  | 1 009 | 1 056 | 1 124 | 1 188 | 1 192 | 1 130 | 1 089 |

| 1856  | 1861 | 1866  | 1872 | 1876  | 1881 | 1886  | 1891 | 1896 |
| ----- | ---- | ----- | ---- | ----- | ---- | ----- | ---- | ---- |
| 1 031 | 990  | 1 088 | 986  | 1 008 | 983  | 1 002 | 959  | 856  |

| 1901 | 1906 | 1911 | 1921 | 1926 | 1931 | 1936 | 1946 | 1954 |
| ---- | ---- | ---- | ---- | ---- | ---- | ---- | ---- | ---- |
| 787  | 755  | 725  | 593  | 499  | 555  | 531  | 462  | 369  |

| 1962 | 1968 | 1975 | 1982 | 1990 | 1999 | 2005 | 2006 | 2010 |
| ---- | ---- | ---- | ---- | ---- | ---- | ---- | ---- | ---- |
| 388  | 324  | 269  | 212  | 186  | 181  | 177  | 177  | 171  |

| 2015 | 2020 | 2022 | - | - | - | - | - | - |
| ---- | ---- | ---- | - | - | - | - | - | - |
| 164  | 143  | 143  | - | - | - | - | - | - |

## Culture locale et patrimoine

### Lieux et monuments

#### Patrimoine religieux
- Église paroissiale, de facture romane (non inscrite à l'Inventaire des monuments historiques)
- croix en fonte moulée sur stèle (bloc de granit), situé au lieu-dit la Croisette et restauré en 2006.

### Patrimoine naturel
La commune de Chambon-sur-Dolore est adhérente du parc naturel régional Livradois-Forez.

### Personnalité liée à la commune
- Vital Rodier, connu sous le nom de frère Clément, est né le 25 mai 1839 à Malvieille. Son nom a été donné à la clémentine.

## Archives
- Registres paroissiaux et d'état civil depuis :
- Délibérations municipales depuis :